# 田邉充夫
田邉 充夫（たなべ みちお、1945年2月3日 - ）は、日本の実業家。ファミリーマート代表取締役社長や、同社代表取締役会長兼最高経営責任者を務めた。

## 人物・来歴
東京都出身。東京都立戸山高等学校を経て、1967年国際基督教大学教養学部卒業、伊藤忠商事入社。1996年取締役食品部門長。1998年常務取締役。1999年からファミリーマート代表取締役社長 を務め、500店舗の一斉閉店などのリストラ策を進めるなどした。2002年同社代表取締役会長兼CEO。2013年会長兼CEOを退任。